# Duitsland op het wereldkampioenschap voetbal 2018
Duitsland was een van de deelnemende landen aan het wereldkampioenschap voetbal 2018 in Rusland. Het was de negentiende deelname voor het land, dat voor het derde WK op rij geleid werd door bondscoach Joachim Löw. In de groepsfase werd Duitsland laatste en zodoende uitgeschakeld.

## Kwalificatie
Duitsland bleef met tien zeges foutloos in de kwalificatiecampagne. Het was het enige Europese land dat zich met het maximum van de punten wist te kwalificeren voor het eindtoernooi. Op 5 oktober 2017 stelde het team van bondscoach Joachim Löw de groepswinst veilig door met 1–3 te winnen van Noord-Ierland.

### Kwalificatieduels
|                                                   |           |                               |           |                                                                           |
| 4 september 2016 «onderlinge duels» 20:45 (UTC+2) | Noorwegen | 0 − 3                         | Duitsland | Ullevaalstadion, Oslo Toeschouwers: 26.793 Scheidsrechter: William Collum |
| 4 september 2016 «onderlinge duels» 20:45 (UTC+2) |           | 16', 61' Müller 45+1' Kimmich |           | Ullevaalstadion, Oslo Toeschouwers: 26.793 Scheidsrechter: William Collum |

|                                                 |                           |       |          |                                                                               |
| 8 oktober 2016 «onderlinge duels» 20:45 (UTC+2) | Duitsland                 | 3 − 0 | Tsjechië | Volksparkstadion, Hamburg Toeschouwers: 51.299 Scheidsrechter: Ovidiu Haţegan |
| 8 oktober 2016 «onderlinge duels» 20:45 (UTC+2) | Müller 13' (65) Kroos 49' |       |          | Volksparkstadion, Hamburg Toeschouwers: 51.299 Scheidsrechter: Ovidiu Haţegan |

|                                                  |                         |       |               |                                                                            |
| 11 oktober 2016 «onderlinge duels» 20:45 (UTC+2) | Duitsland               | 2 − 0 | Noord-Ierland | HDI-Arena, Hannover Toeschouwers: 42.132 Scheidsrechter: Paolo Tagliavento |
| 11 oktober 2016 «onderlinge duels» 20:45 (UTC+2) | Draxler 14' Khedira 18' |       |               | HDI-Arena, Hannover Toeschouwers: 42.132 Scheidsrechter: Paolo Tagliavento |

|                                                   |            |                                                                                  |           |                                                                                   |
| 11 november 2016 «onderlinge duels» 20:45 (UTC+1) | San Marino | 0 − 8                                                                            | Duitsland | Olympisch Stadion, Serravalle Toeschouwers: 3.851 Scheidsrechter: Artjom Koetsjin |
| 11 november 2016 «onderlinge duels» 20:45 (UTC+1) |            | 7' Khedira 9', 58', 76' Gnabry 32', 65' Hector 82' (e.d.) Stefanelli 85' Volland |           | Olympisch Stadion, Serravalle Toeschouwers: 3.851 Scheidsrechter: Artjom Koetsjin |

|                                                |              |       |                                        |                                                                                    |
| 26 maart 2017 «onderlinge duels» 20:45 (UTC+1) | Azerbeidzjan | 1 − 4 | Duitsland                              | Tofikh Bakhramovstadion, Bakoe Toeschouwers: 30.000 Scheidsrechter: Daniele Orsato |
| 26 maart 2017 «onderlinge duels» 20:45 (UTC+1) | Nazarov 31'  |       | 20', 81' Schürrle 36' Müller 45' Gómez | Tofikh Bakhramovstadion, Bakoe Toeschouwers: 30.000 Scheidsrechter: Daniele Orsato |

|                                               |                                                                    |       |            |                                                                                |
| 10 juni 2017 «onderlinge duels» 20:45 (UTC+2) | Duitsland                                                          | 7 − 0 | San Marino | Grundig Stadion, Neurenberg Toeschouwers: 32.467 Scheidsrechter: Radu Petrescu |
| 10 juni 2017 «onderlinge duels» 20:45 (UTC+2) | Draxler 11' Wagner 16', 29', 85' Younes 38' Mustafi 47' Brandt 72' |       |            | Grundig Stadion, Neurenberg Toeschouwers: 32.467 Scheidsrechter: Radu Petrescu |

|                                                   |            |       |                       |                                                                        |
| 1 september 2017 «onderlinge duels» 20:45 (UTC+2) | Tsjechië   | 1 − 2 | Duitsland             | Eden Aréna, Praag Toeschouwers: 18.093 Scheidsrechter: Sergej Karasjov |
| 1 september 2017 «onderlinge duels» 20:45 (UTC+2) | Darida 78' |       | 4' Werner 88' Hummels | Eden Aréna, Praag Toeschouwers: 18.093 Scheidsrechter: Sergej Karasjov |

|                                                   |                                                             |       |           |                                                                                       |
| 4 september 2017 «onderlinge duels» 20:45 (UTC+2) | Duitsland                                                   | 6 − 0 | Noorwegen | Mercedes-Benz Arena, Stuttgart Toeschouwers: 53.814 Scheidsrechter: Gediminas Mažeika |
| 4 september 2017 «onderlinge duels» 20:45 (UTC+2) | Özil 11' Draxler 18' Werner 22', 41' Goretzka 51' Gómez 80' |       |           | Mercedes-Benz Arena, Stuttgart Toeschouwers: 53.814 Scheidsrechter: Gediminas Mažeika |

|                                                 |                |       |                                |                                                                           |
| 5 oktober 2017 «onderlinge duels» 20:45 (UTC+2) | Noord-Ierland  | 1 − 3 | Duitsland                      | Windsor Park, Belfast Toeschouwers: 18.104 Scheidsrechter: Danny Makkelie |
| 5 oktober 2017 «onderlinge duels» 20:45 (UTC+2) | Magennis 90+3' |       | 2' Rudy 21' Wagner 86' Kimmich | Windsor Park, Belfast Toeschouwers: 18.104 Scheidsrechter: Danny Makkelie |

|                                                 |                                                 |       |               |                                                                                            |
| 8 oktober 2017 «onderlinge duels» 20:45 (UTC+2) | Duitsland                                       | 5 − 1 | Azerbeidzjan  | Fritz-Walter-Stadion, Kaiserslautern Toeschouwers: 34.613 Scheidsrechter: Andris Treimanis |
| 8 oktober 2017 «onderlinge duels» 20:45 (UTC+2) | Goretzka 8', 66' Wagner 54' Rüdiger 64' Can 81' |       | 34' Sjejdajev | Fritz-Walter-Stadion, Kaiserslautern Toeschouwers: 34.613 Scheidsrechter: Andris Treimanis |

### Eindstand groep C
| Pos. | Land          | GW | W  | G | V  | DV | DT | DS  | Ptn |
| ---- | ------------- | -- | -- | - | -- | -- | -- | --- | --- |
| 1    | Duitsland     | 10 | 10 | 0 | 0  | 43 | 4  | +39 | 30  |
| 2    | Noord-Ierland | 10 | 6  | 1 | 3  | 17 | 6  | +11 | 19  |
| 3    | Tsjechië      | 10 | 4  | 3 | 3  | 17 | 10 | +7  | 15  |
| 4    | Noorwegen     | 10 | 4  | 1 | 5  | 17 | 16 | +1  | 13  |
| 5    | Azerbeidzjan  | 10 | 3  | 1 | 6  | 10 | 19 | –9  | 10  |
| 6    | San Marino    | 10 | 0  | 0 | 10 | 2  | 51 | –49 | 0   |

## WK-voorbereiding

### Wedstrijden
|                                                   |          |       |           |                                                                               |
| 10 november 2017 «onderlinge duels» 21:00 (UTC+1) | Engeland | 0 – 0 | Duitsland | Wembley Stadium, Londen Toeschouwers: 81.382 Scheidsrechter: Paweł Raczkowski |
| 10 november 2017 «onderlinge duels» 21:00 (UTC+1) |          |       |           | Wembley Stadium, Londen Toeschouwers: 81.382 Scheidsrechter: Paweł Raczkowski |

|                                                   |                         |       |                    |                                                                               |
| 14 november 2017 «onderlinge duels» 20:45 (UTC+1) | Duitsland               | 2 – 2 | Frankrijk          | RheinEnergieStadion, Keulen Toeschouwers: 36.948 Scheidsrechter: Cüneyt Çakır |
| 14 november 2017 «onderlinge duels» 20:45 (UTC+1) | Werner 56' Stindl 90+3' |       | 33', 71' Lacazette | RheinEnergieStadion, Keulen Toeschouwers: 36.948 Scheidsrechter: Cüneyt Çakır |

|                                                |            |       |            |                                                                              |
| 23 maart 2018 «onderlinge duels» 20:45 (UTC+1) | Duitsland  | 1 – 1 | Spanje     | ESPRIT arena, Düsseldorf Toeschouwers: 50.653 Scheidsrechter: William Collum |
| 23 maart 2018 «onderlinge duels» 20:45 (UTC+1) | Müller 35' |       | 6' Rodrigo | ESPRIT arena, Düsseldorf Toeschouwers: 50.653 Scheidsrechter: William Collum |

|                                                |           |           |          |                                                                             |
| 27 maart 2018 «onderlinge duels» 20:45 (UTC+2) | Duitsland | 0 – 1     | Brazilië | Olympiastadion, Berlijn Toeschouwers: 72.717 Scheidsrechter: Jonas Eriksson |
| 27 maart 2018 «onderlinge duels» 20:45 (UTC+2) |           | 37' Jesus |          | Olympiastadion, Berlijn Toeschouwers: 72.717 Scheidsrechter: Jonas Eriksson |

|                                              |                            |       |           |                                                                            |
| 2 juni 2018 «onderlinge duels» 19:40 (UTC+1) | Oostenrijk                 | 2 – 1 | Duitsland | Hypo-Arena, Klagenfurt Toeschouwers: 29.200 Scheidsrechter: Pavel Královec |
| 2 juni 2018 «onderlinge duels» 19:40 (UTC+1) | Hinteregger 53' Schöpf 69' |       | 11' Özil  | Hypo-Arena, Klagenfurt Toeschouwers: 29.200 Scheidsrechter: Pavel Královec |

|                                              |                                  |       |               |                                                                         |
| 8 juni 2018 «onderlinge duels» 19:30 (UTC+2) | Duitsland                        | 2 – 1 | Saoedi-Arabië | BayArena, Leverkusen Toeschouwers: 30.210 Scheidsrechter: Slavko Vinčić |
| 8 juni 2018 «onderlinge duels» 19:30 (UTC+2) | Werner 8' Om. Hawsawi 43' (e.d.) |       | 84' Al-Jassim | BayArena, Leverkusen Toeschouwers: 30.210 Scheidsrechter: Slavko Vinčić |

## Het wereldkampioenschap
Op 1 december 2017 werd er geloot voor de groepsfase van het Wereldkampioenschap voetbal 2018. Duitsland werd samen met Mexico, Zweden en Zuid-Korea ondergebracht in groep F, en kreeg daardoor Moskou, Sotsji en Kazan als speelsteden.

### Uitrustingen
Sportmerk: adidas
| Thuis | Uit | Doelman |

### Selectie en statistieken
| Nr. | Naam                  | Geboortedatum | GW |   |   |   |   |   |   | Club                     | Positie(s) |
| --- | --------------------- | ------------- | -- | - | - | - | - | - | - | ------------------------ | ---------- |
| 1   | Manuel Neuer          | 27-03-1986    | 3  | 0 | 0 | 0 | 0 | 0 | 0 | Bayern München           | GK         |
| 2   | Marvin Plattenhardt   | 26-01-1992    | 1  | 0 | 0 | 0 | 0 | 0 | 1 | Hertha BSC               | VD         |
| 3   | Jonas Hector          | 27-05-1990    | 2  | 0 | 0 | 0 | 0 | 0 | 2 | 1. FC Köln               | VD         |
| 4   | Matthias Ginter       | 19-01-1994    | 0  | 0 | 0 | 0 | 0 | 0 | 0 | Borussia Mönchengladbach | VD         |
| 5   | Mats Hummels          | 16-12-1988    | 2  | 0 | 1 | 0 | 0 | 0 | 0 | Bayern München           | VD         |
| 6   | Sami Khedira          | 04-04-1987    | 2  | 0 | 0 | 0 | 0 | 0 | 2 | Juventus FC              | MV         |
| 7   | Julian Draxler        | 20-09-1993    | 2  | 0 | 0 | 0 | 0 | 0 | 1 | Paris Saint-Germain      | MV         |
| 8   | Toni Kroos            | 04-01-1990    | 3  | 1 | 0 | 0 | 0 | 0 | 0 | Real Madrid              | MV         |
| 9   | Timo Werner           | 06-03-1996    | 3  | 0 | 0 | 0 | 0 | 0 | 1 | RB Leipzig               | AV         |
| 10  | Mesut Özil            | 15-10-1988    | 2  | 0 | 0 | 0 | 0 | 0 | 0 | Arsenal FC               | MV         |
| 11  | Marco Reus            | 31-05-1989    | 3  | 1 | 0 | 0 | 0 | 1 | 0 | Borussia Dortmund        | MV, AV     |
| 12  | Kevin Trapp           | 08-07-1990    | 0  | 0 | 0 | 0 | 0 | 0 | 0 | Paris Saint-Germain      | GK         |
| 13  | Thomas Müller         | 13-09-1989    | 3  | 0 | 1 | 0 | 0 | 1 | 0 | Bayern München           | MV, AV     |
| 14  | Leon Goretzka         | 06-02-1995    | 1  | 0 | 0 | 0 | 0 | 0 | 1 | Bayern München           | MV         |
| 15  | Niklas Süle           | 03-09-1995    | 1  | 0 | 0 | 0 | 0 | 0 | 0 | Bayern München           | VD         |
| 16  | Antonio Rüdiger       | 03-03-1993    | 1  | 0 | 0 | 0 | 0 | 0 | 0 | Chelsea FC               | VD         |
| 17  | Jérôme Boateng        | 03-09-1988    | 2  | 0 | 0 | 1 | 0 | 0 | 0 | Bayern München           | VD         |
| 18  | Joshua Kimmich        | 08-02-1995    | 3  | 0 | 0 | 0 | 0 | 0 | 0 | Bayern München           | VD         |
| 19  | Sebastian Rudy        | 28-02-1990    | 1  | 0 | 0 | 0 | 0 | 0 | 1 | Bayern München           | MV         |
| 20  | Julian Brandt         | 02-05-1996    | 3  | 0 | 0 | 0 | 0 | 3 | 0 | Bayer Leverkusen         | AV         |
| 21  | İlkay Gündoğan        | 24-10-1990    | 1  | 0 | 0 | 0 | 0 | 1 | 0 | Manchester City          | MV         |
| 22  | Marc-André ter Stegen | 30-04-1992    | 0  | 0 | 0 | 0 | 0 | 0 | 0 | FC Barcelona             | GK         |
| 23  | Mario Gómez           | 10-07-1985    | 3  | 0 | 0 | 0 | 0 | 3 | 0 | VfB Stuttgart            | AV         |

### Wedstrijden

#### Groepsfase
| Nr. | Land       | GW | W | G | V | DV | DT | DS | Ptn |
| --- | ---------- | -- | - | - | - | -- | -- | -- | --- |
| 1   | Zweden     | 3  | 2 | 0 | 1 | 5  | 2  | +3 | 6   |
| 2   | Mexico     | 3  | 2 | 0 | 1 | 3  | 4  | −1 | 6   |
| 3   | Zuid-Korea | 3  | 1 | 0 | 2 | 3  | 3  | 0  | 3   |
| 4   | Duitsland  | 3  | 1 | 0 | 2 | 2  | 4  | −2 | 3   |

|                                           |           |                  |            |                                                                                          |
| 17 juni 2018 «onderlinge duels» 18:00 uur | Duitsland | 0 – 1            | Mexico     | Olympisch Stadion Loezjniki, Moskou Toeschouwers: 78.011 Scheidsrechter: Alireza Faghani |
| 17 juni 2018 «onderlinge duels» 18:00 uur |           | wedstrijdverslag | 35' Lozano | Olympisch Stadion Loezjniki, Moskou Toeschouwers: 78.011 Scheidsrechter: Alireza Faghani |

| Duitsland | Mexico |

| Duitsland:     |    |                     |            |
|                |    |                     |            |
| GK             | 1  | Manuel Neuer        | Aanvoerder |
| RB             | 18 | Joshua Kimmich      |            |
| CB             | 17 | Jerome Boateng      |            |
| CB             | 5  | Mats Hummels        | 84'        |
| LB             | 2  | Marvin Plattenhardt | 79'        |
| CM             | 8  | Toni Kroos          |            |
| CM             | 6  | Sami Khedira        | 60'        |
| RW             | 13 | Thomas Müller       | 83'        |
| AM             | 10 | Mesut Özil          |            |
| LW             | 7  | Julian Draxler      |            |
| CF             | 9  | Timo Werner         | 86'        |
| Wisselspelers: |    |                     |            |
| FW             | 11 | Marco Reus          | 60'        |
| FW             | 23 | Mario Gómez         | 79'        |
| MF             | 20 | Julian Brandt       | 86'        |
| Coach:         |    |                     |            |
| Joachim Löw    |    |                     |            |

| Mexico:            |    |                 |     |
|                    |    |                 |     |
| GK                 | 13 | Guillermo Ochoa |     |
| RB                 | 3  | Carlos Salcedo  |     |
| CB                 | 2  | Hugo Ayala      |     |
| CB                 | 15 | Héctor Moreno   | 40' |
| LB                 | 23 | Jesús Gallardo  |     |
| CM                 | 18 | Andrés Guardado | 74' |
| CM                 | 16 | Héctor Herrera  | 90' |
| RW                 | 7  | Miguel Layún    |     |
| AM                 | 11 | Carlos Vela     | 58' |
| LW                 | 22 | Hirving Lozano  | 66' |
| CF                 | 14 | Chicharito      |     |
| Wisselspelers:     |    |                 |     |
| DF                 | 21 | Edson Álvarez   | 58' |
| FW                 | 9  | Raúl Jiménez    | 66' |
| DF                 | 4  | Rafael Márquez  | 74' |
| Coach:             |    |                 |     |
| Juan Carlos Osorio |    |                 |     |

Man van de wedstrijd:

 Hirving Lozano

Assistent-scheidsrechter:

 Reza Sokhandan

 Mohammadreza Mansouri

Vierde official:

 Mohammed Abdulla Mohamed

Videoscheidsrechters:

 Massimiliano Irrati

 Carlos Astroza (assistent)

 Wilton Sampaio (assistent)

 Mark Geiger (assistent)
|                                               |                                       |       |              |                                                                                       |
| 23 juni 2018 «onderlinge duels» 18:00 (UTC+3) | Duitsland                             | 2 – 1 | Zweden       | Olympisch Stadion Fisjt, Sotsji Toeschouwers: 44.287 Scheidsrechter: Szymon Marciniak |
| 23 juni 2018 «onderlinge duels» 18:00 (UTC+3) | Reus 48' Boateng 71', 82' Kroos 90+5' |       | 32' Toivonen | Olympisch Stadion Fisjt, Sotsji Toeschouwers: 44.287 Scheidsrechter: Szymon Marciniak |

|                                               |                                          |       |           |                                                                     |
| 27 juni 2018 «onderlinge duels» 17:00 (UTC+3) | Zuid-Korea                               | 2 – 0 | Duitsland | Kazan Arena, Kazan Toeschouwers: 41.385 Scheidsrechter: Mark Geiger |
| 27 juni 2018 «onderlinge duels» 17:00 (UTC+3) | Kim Young-gwon 90+2' Son Heung-min 90+6' |       |           | Kazan Arena, Kazan Toeschouwers: 41.385 Scheidsrechter: Mark Geiger |

DFB · A-internationals · Bondscoaches · Duits vrouwenelftal · Olympisch elftal · Duitsland U21 · Duitsland U20 · Duitsland U19 · Duitsland U18 · Duitsland U17 · Duitsland U16 · Vrouwen U17
1905 – 1919 · 
1920 – 1929 · 
1930 – 1939 · 
1940 – 1949 · 
1950 – 1959 · 
1960 – 1969 · 
1970 – 1979 · 
1980 – 1989 · 
1990 – 1999 · 
2000 – 2009 · 
2010 – 2019 · 
2020 – 2029
EK's: 1972 · 
1976 · 
1980 · 
1984 · 
1988 · 
1992 · 
1996 · 
2000 · 
2004 · 
2008 · 
2012 · 
2016 · 
2020 · 
2024
CC: 1999 · 
2005 · 
2017
WK's: 1934 ·
1938 · 
1954 · 
1958 · 
1962 · 
1966 · 
1970 · 
1974 · 
1978 · 
1982 · 
1986 · 
1990 · 
1994 · 
1998 · 
2002 · 
2006 · 
2010 · 
2014 · 
2018 · 
2022
OS: 1912 ·
1928 ·
1936 ·
2016 ·
2020
Albanië ·
Algerije ·
Argentinië ·
Armenië ·
Australië ·
Azerbeidzjan ·
België ·
Bohemen en Moravië ·
Bolivia ·
Bosnië en Herzegovina ·
Brazilië ·
Bulgarije ·
Canada ·
Chili ·
China ·
Colombia ·
Costa Rica ·
Cyprus ·
DDR ·
Denemarken ·
Ecuador ·
Egypte ·
Engeland ·
Estland ·
Faeröer ·
Finland ·
Frankrijk ·
Georgië ·
Ghana ·
Gibraltar ·
GOS ·
Griekenland ·
Hongarije ·
Ierland ·
IJsland ·
Iran ·
Israël ·
Italië ·
Ivoorkust ·
Japan ·
Joegoslavië ·
Kameroen ·
Kazachstan ·
Koeweit ·
Kroatië ·
Letland ·
Liechtenstein ·
Litouwen ·
Luxemburg ·
Malta ·
Marokko ·
Mexico ·
Moldavië ·
Nederland ·
Nieuw-Zeeland ·
Nigeria ·
Noord-Ierland ·
Noord-Macedonië ·
Noorwegen ·
Oekraïne ·
Oman ·
Oostenrijk ·
Paraguay ·
Peru ·
Polen ·
Portugal ·
Roemenië ·
Rusland ·
Saarland ·
San Marino ·
Saoedi-Arabië ·
Schotland ·
Servië ·
Servië en Montenegro · 
Slovenië ·
Slowakije ·
Sovjet-Unie ·
Spanje ·
Thailand ·
Tsjechië ·
Tsjecho-Slowakije ·
Tunesië ·
Turkije ·
Uruguay ·
Verenigde Arabische Emiraten ·
Verenigde Staten ·
Wales ·
Wit-Rusland ·
Zuid-Afrika ·
Zuid-Korea ·
Zweden ·
Zwitserland
Algerije (1982) · 
Algerije (2014) · 
Argentinië (1986) ·
Argentinië (1990) ·
Argentinië (2006) ·
Argentinië (2014) · 
Australië (2010) ·
België (1980) · 
Brazilië (2002) ·
Brazilië (2014) · 
Chili (1982) ·
Costa Rica (2006) ·
Denemarken (1992) ·
Denemarken (2012) · 
Ecuador (2006) ·
Engeland (1966) ·
Engeland (1982) ·
Engeland (2010) ·
Engeland (2021) ·
Frankrijk (2014) · 
Frankrijk (2021) · 
Ghana (2014) ·
Griekenland (2012) · 
Hongarije (1954, 2) ·
Hongarije (2021) ·
Italië (1982) ·
Italië (2006) ·
Italië (2012) · 
Japan (2022) · 
Kroatië (2008) ·
Mexico (2018) ·
Nederland (1974) ·
Nederland (2012) ·
Oekraïne (2016) ·
Oostenrijk (1982) ·
Oostenrijk (2008) ·
Polen (2006) ·
Polen (2008) ·
Polen (2016) ·
Portugal (2006) ·
Portugal (2008) ·
Portugal (2012) ·
Portugal (2014) ·
Portugal (2021) ·
Servië (2010) ·
Sovjet-Unie (1972) · 
Spanje (1982) ·
Spanje (2008) ·
Spanje (2022) ·
Tsjechië (1996, 2) · 
Tsjecho-Slowakije (1976) ·
Turkije (2008) ·
Verenigde Staten (2014) ·
Zuid-Korea (2018) ·
Zweden (2006)